# Leopoldo de Hesse-Darmstadt
Leopoldo de Hesse-Darmstádio (11 de abril de 1708 - 27 de outubro de 1764) foi um filho do conde Filipe de Hesse-Darmstadt.

## Família
Leopoldo era o quarto filho do conde Filipe de Hesse-Darmstadt e da condessa Maria Teresa de Croÿ. Os seus avós paternos eram o conde Luís VI de Hesse-Darmstadt e a duquesa Isabel Doroteia de Saxe-Gota-Altemburgo. Os seus avós maternos eram Fernando Francisco José de Croÿ-Havré e Maria Van Halewijn.

## Casamento
Leopoldo casou-se no dia 23 de março de 1740 em Placência com Henriqueta d'Este, viúva do duque de Parma. O casal não teve filhos.